# براغيث وقريباتها
براغيث وقريباتها (الاسم العلمي: Pulicoidea) هي فوق فصيلة من الحشرات تتبع رتبة البرغوثيات.

## التصنيف
- البراغيث
  - البرغوثاوات
    - البرغوثاوية
      - البرغوث
      - الفاعية